# The Lost Bill Holman Charts
The Lost Bill Holman Charts ist ein Jazzalbum der Formation The Carl Saunders Exploration. Die 2007 in den Castle Oaks Studios in Calabasas und im Michael Dees Studio in Sherman Oaks, Kalifornien, entstandenen Aufnahmen erschienen am 4. September 2007 auf Mama Records.

## Hintergrund

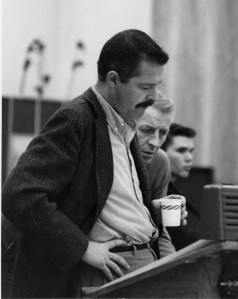
Bill Holman mit Stan Kenton (rechts)

In den frühen 1980er-Jahren hatte der Saxophonist Ted Richardson, im Hauptberuf Geologe, den Arrangeur und Komponisten Bill Holman beauftragt, Material für ein Septett-Album zu schreiben. Nachdem alle zehn Arrangements fertig gestellt waren, kam das Aufnahme-Projekt aber nicht zustande. 20 Jahre lang lagen die Arrangements im Archiv. Carl Saunders, langjähriger Leadtrompeter bei Holman, entdeckte sie schließlich und nahm sie 2007 auf. In seiner Band namens The Carl Saunders Exploration spielten Andy Martin (Posaune), Pete Christlieb (Tenorsaxophon), Bob Efford (Baritonsaxophon), Sam Most (als Gastmusiker bei dem Holman.Stücken „Primrose“, „Hannibal“ und „Scratch“), Christian Jacob (Piano), Kevin Axt (Bass) und Santo Savino (Schlagzeug). Zu den Arrangements gehören neben fünf eigenen Kompositionen Holmans Standards wie „Three Little Words“ und „Dearly Beloved“ sowie zwei Jazzkompositionen, Duke Ellingtons „All Too Soon“ und Dizzy Gillespies „Ow“.

## Titelliste
- The Carl Saunders Exploration: The Lost Bill Holman Charts (Mama Records)[2]

1. Three Little Words (Burt Kalmar, Harry Ruby) 3:29
2. Ow (Dizzy Gillespie) 5:52
3. Mahogany Run (Bill Holman) 4:05
4. Primrose (Bill Holman) 5:42
5. Dearly Beloved (Jerome David Kern, Johnny Mercer) 5:19
6. The Hook (Carl Saunders) 7:08
7. We'll Be Together Again (Carl Fisher, Frankie Laine) 4:06
8. All Too Soon (Duke Ellington) 4:37
9. Doctor Deep (Bill Holman) 4:10
10. Hannibal (Bill Holman) 3:47
11. Scratch (Bill Holman) 5:45

## Rezeption
Da Holman einer der brillantesten Arrangeure der Jazzgeschichte sei, habe sich das Warten gelohnt, schrieb Scott Yanow, der dem Album in Allmusic vier Sterne verlieh. Es seien neben den solistischen Leistungen (von Pete Christlieb („Dearly Beloved“), Andy Martin, Christian Jacob und Sam Most) vor allem die geschriebenen Ensemblepassagen, die am experimentierfreudigsten und einprägsamsten sind. Ob Holman fünf Standards dekonstruiere und neu erfinde, fünf eigene Stücke einführe oder Saunders’ „The Hook“ speziell für dieses Projekt arrangiert habe, Bill Holman zeige, dass er mehr als nur ein erstklassiger Big-Band-Arrangeur war. Das Album sei ein Juwel.
Diese nie zuvor gehörten Partituren würden einen lange übersehenen Aspekt von Holmans Kunst zeigen, den des Arrangeurs für kleinere Gruppen, schrieb
Steve Futterman in JazzTimes. Holman, der lange für seine Verbindungen zu den Big Bands von Stan Kenton und anderen gefeiert wurde, ist auch ein Meister darin, orchestrale Wucht aus kompakteren Ensembles zu ziehen. Unter der Leitung ihres Trompeters würden es dem Septett, das gelegentlich durch den Gastsolisten Sam Most am Baritonsaxophon und auf der Flöte ergänzt wird gelingen, Holmans vollgestopften Arrangements gerecht zu werden. Das Ergebnis sei eine ausgefeilte Darbietung, die zwangsläufig die Aufmerksamkeit von den robusten Solisten weg und zurück zum Mann hinter den Kulissen lenke. Das Septett agiert mit der Straffheit eines gut eingespielten Jazzorchesters und behandle die Arrangements als vorgefertigte Rahmen für komplizierte Variationen, die die Bläser kontinuierlich mit majestätischer Wirkung an die Front bringen.